# Götene

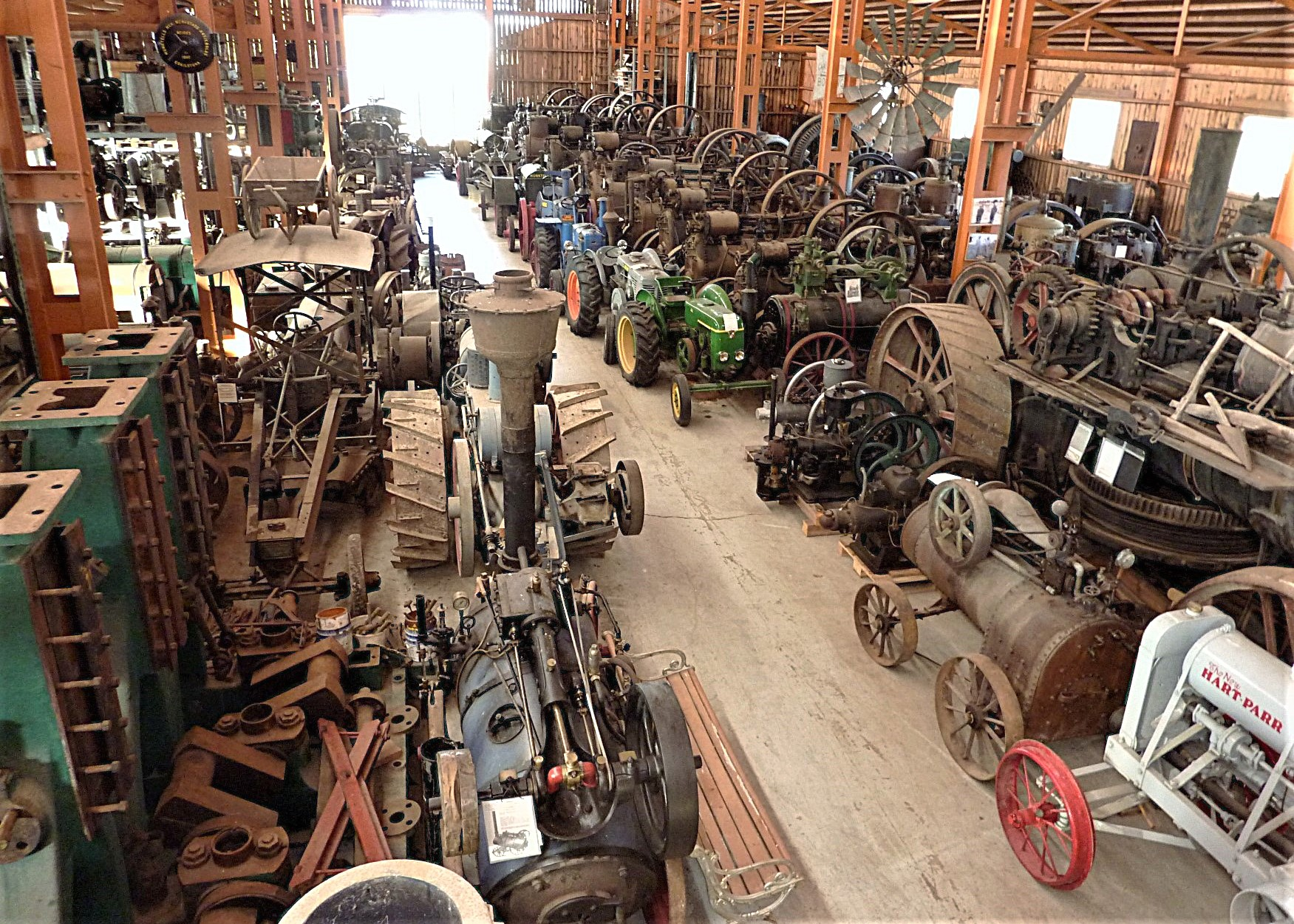
RUBENS Maskinhistoriska Samlingar är kända långt utanför landets gränser för sin omfattande samling av antika maskiner.

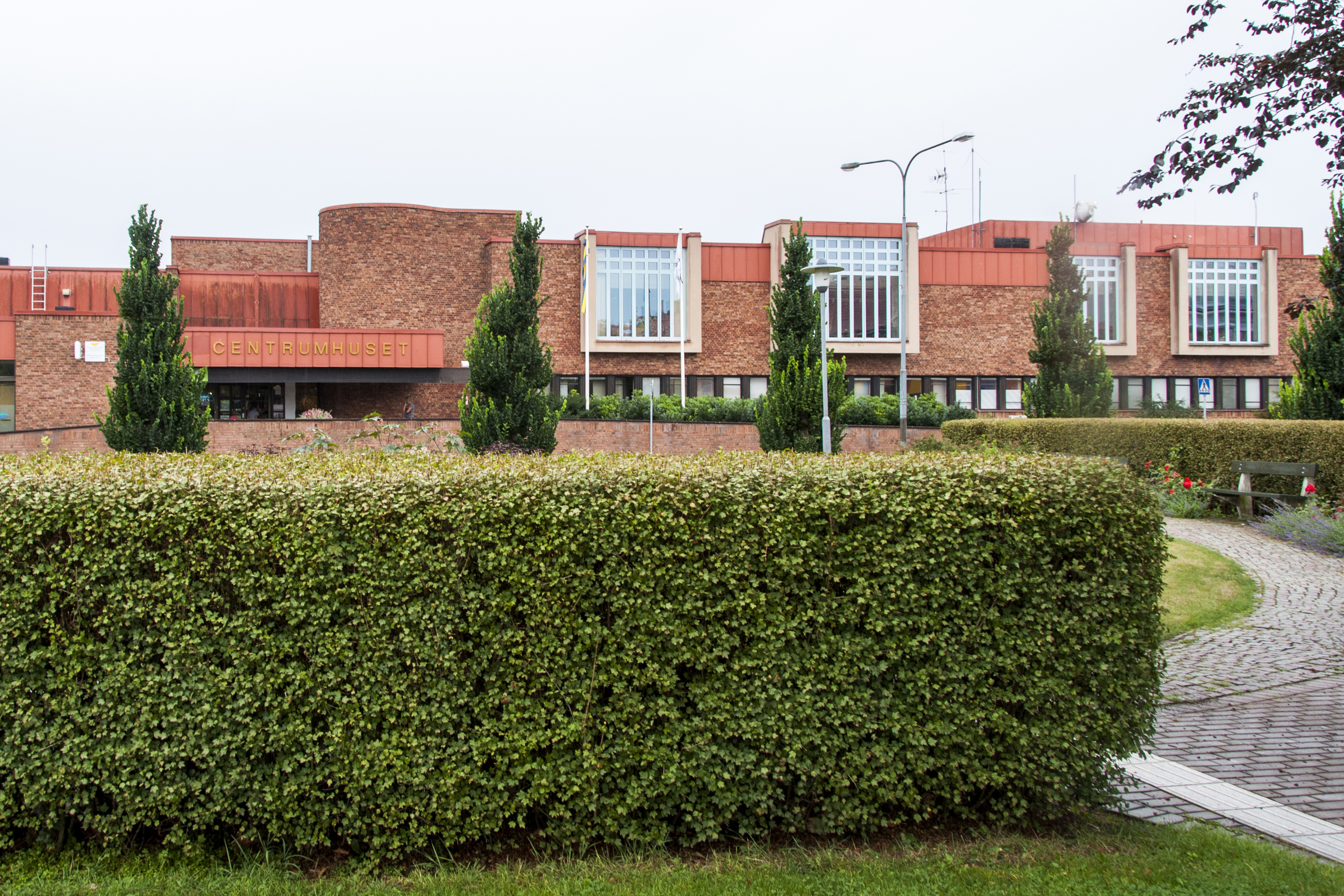
Centrumhuset i Götene

Götene är en tätort och centralort i Götene kommun.
Götene är beläget längs europavägen E20 mellan Mariestad och Skara, vid avfarten mot Lidköping (riksväg 44).

## Historia

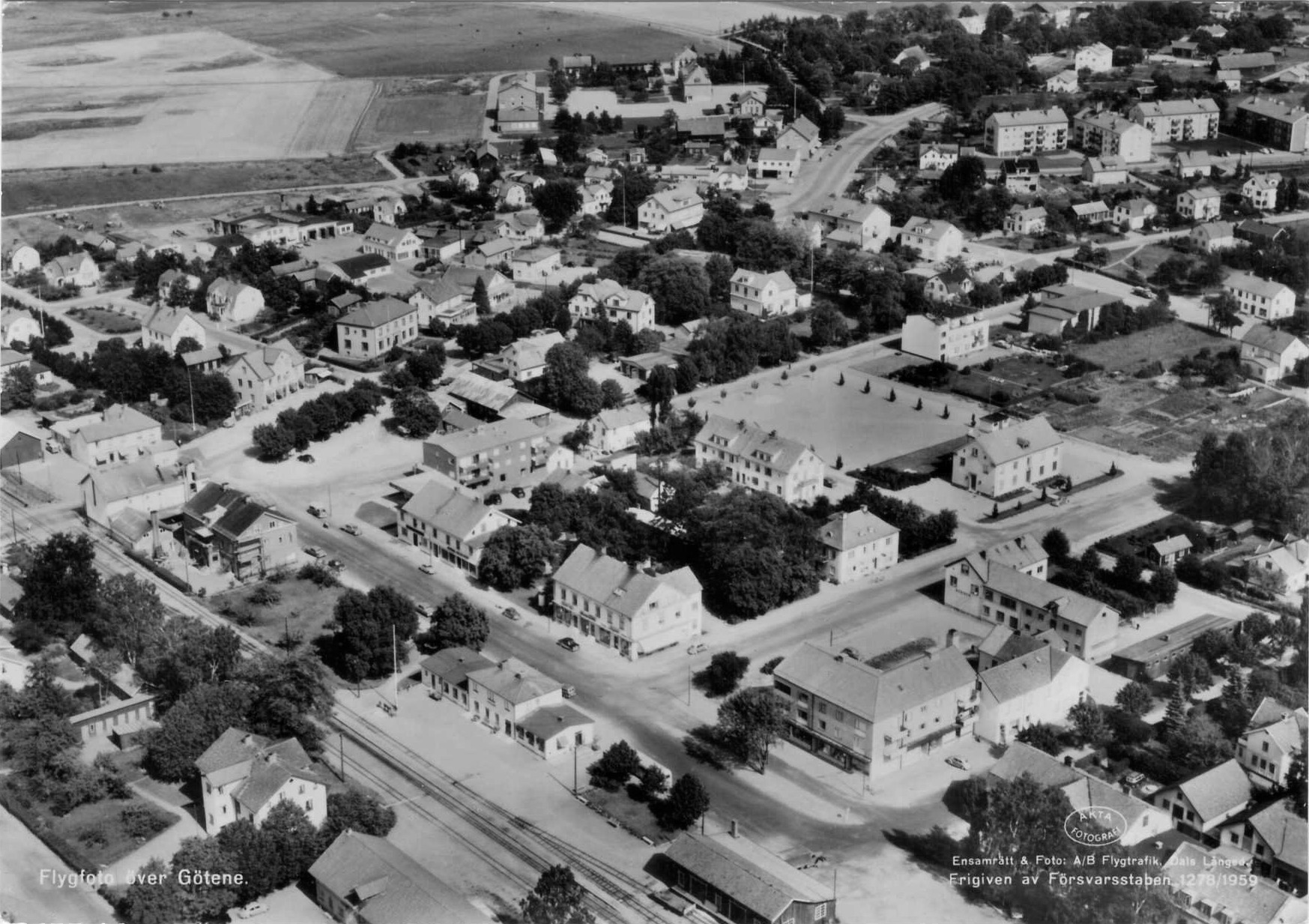
Götene på 1950-talet

### Administrativa tillhörigheter
Götene var och är en kyrkby i Götene socken. Efter kommunreformen 1862 kom orten att ligga i Götene landskommun och i denna inrättades 5 februari 1918 municipalsamhället Götene. 1952 uppgick landskommunen och municipalsamhället i den då bildade Götene köping, där samhället bara kom att omfatta en mindre del av köpingskommunens yta. 1971 ombildades köpingen i Götene kommun med Götene som centralort. Tätorten har därefter expanderat in i Sils socken och Vättlösa socken.
Götene har tillhört och tillhör Götene församling, med en del som tillhör Kleva-Sils församling, från 2017 Husaby församling.
Orten ingick till 1904 i Kinne tingslag, därefter till 1971 i Kinnefjärdings, Kinne och Kållands domsagas tingslag. Från 1971 till 2009 ingick orten i  Lidköpings domsaga för att från 2009 ingå i Skaraborgs domsaga.

### Befolkningsutveckling

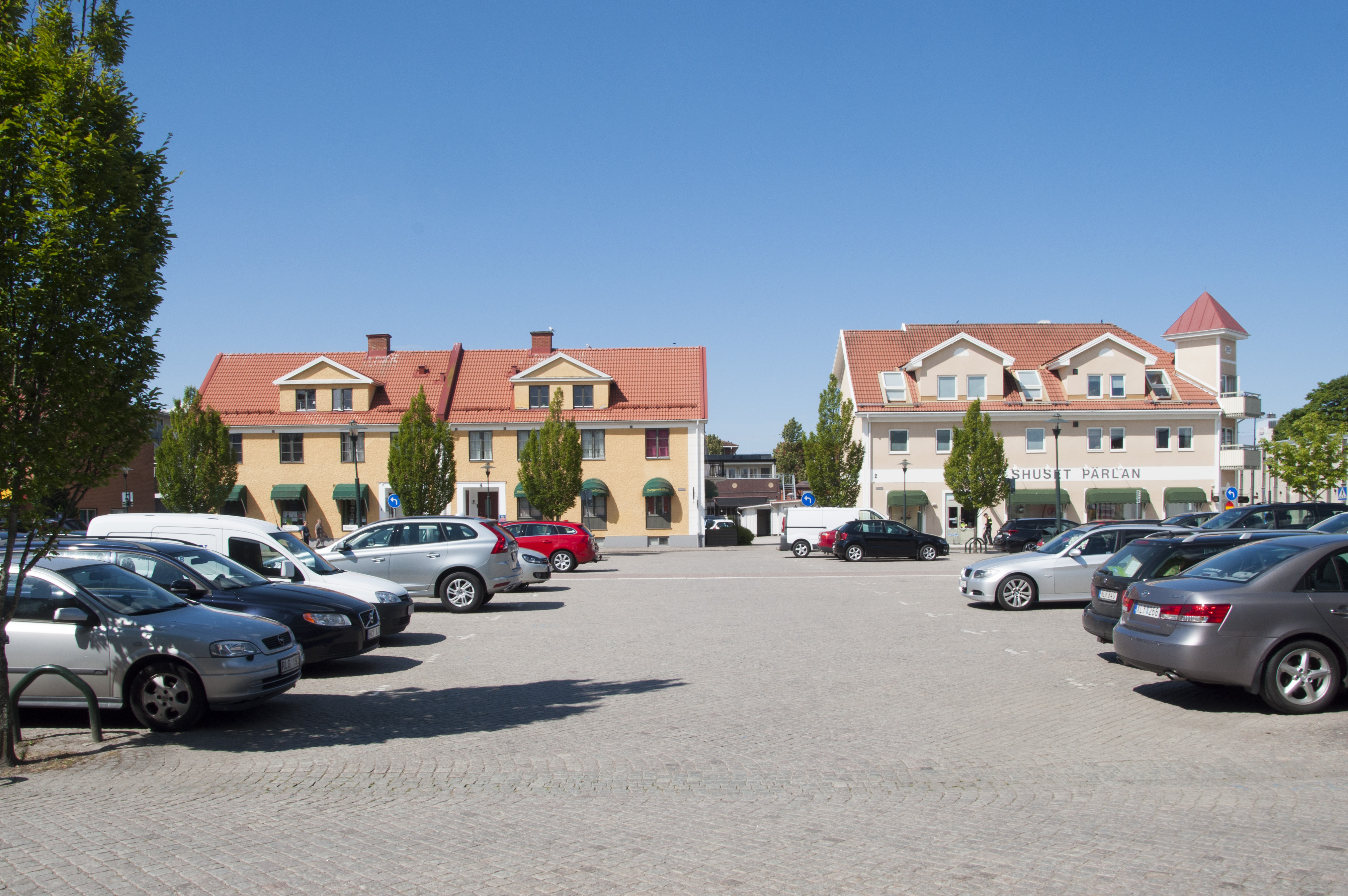
Torget i Götene

| Befolkningsutvecklingen i Götene 1960–2020 | Befolkningsutvecklingen i Götene 1960–2020 | Befolkningsutvecklingen i Götene 1960–2020 | Befolkningsutvecklingen i Götene 1960–2020 | Befolkningsutvecklingen i Götene 1960–2020 |
| ------------------------------------------ | ------------------------------------------ | ------------------------------------------ | ------------------------------------------ | ------------------------------------------ |
|                                            |                                            |                                            |                                            |                                            |
| År                                         |                                            |                                            | Folkmängd                                  | Areal (ha)                                 |
| 1960                                       | 1960                                       |                                            | 2 696                                      |                                            |
| 1965                                       | 1965                                       |                                            | 3 172                                      |                                            |
| 1970                                       | 1970                                       |                                            | 3 818                                      |                                            |
| 1975                                       | 1975                                       |                                            | 4 447                                      |                                            |
| 1980                                       | 1980                                       |                                            | 4 591                                      |                                            |
| 1990                                       | 1990                                       |                                            | 5 027                                      | 455                                        |
| 1995                                       | 1995                                       |                                            | 4 973                                      | 456                                        |
| 2000                                       | 2000                                       |                                            | 4 655                                      | 456                                        |
| 2005                                       | 2005                                       |                                            | 4 727                                      | 457                                        |
| 2010                                       | 2010                                       |                                            | 4 933                                      | 459                                        |
| 2015                                       | 2015                                       |                                            | 5 027                                      | 497                                        |
| 2020                                       | 2020                                       |                                            | 5 081                                      | 480                                        |
|                                            |                                            |                                            |                                            |                                            |

## Näringsliv
Näringslivet är uppbyggt kring småföretag, men det finns också större industrier inom livsmedels-, hustillverknings- och detaljhandelsbranschen som till exempel Arla Foods smör- och ystningsmejeri, Semper, Götenehus AB samt Rune Wänerstedt AB.
Skaraborgsbanken hade ett kontor i Götene, åtminstone från tidigt 1900-tal, och behöll kontoret under hela bankens existens, men det lades senare ner av bankens efterträdare. Även Göteborgs handelsbank hade kontor i Götene. Kontoret övertogs 1949 av Skandinaviska banken. SEB stängde kontoret i Götene år 2016. Därefter hade Sparbanken Skaraborg ortens enda bankkontor.

## Skolor

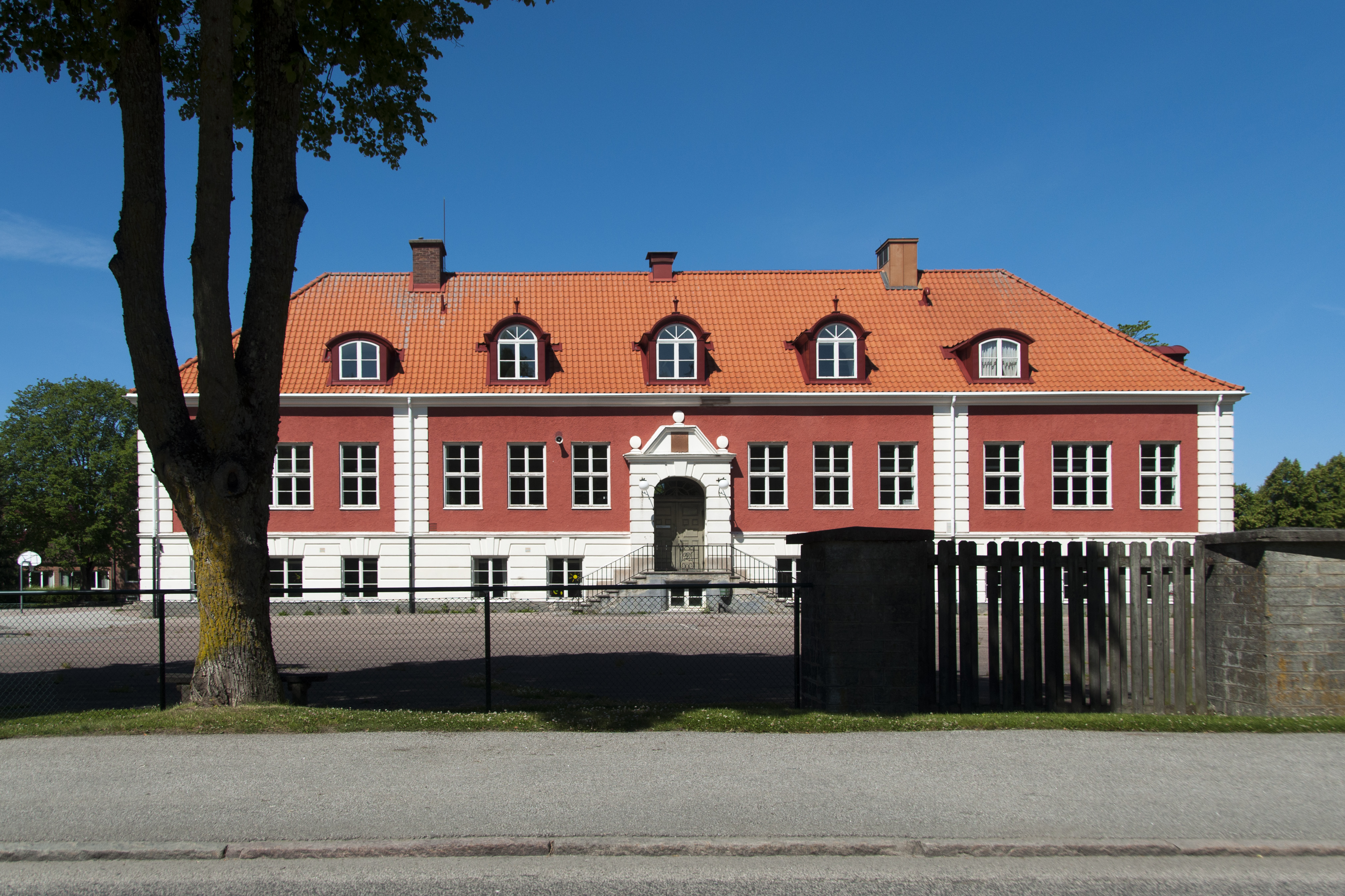
Prästgårdsskolan

- Liljestensskolan, 13-16 år.

- Prästgårdsskolan, 6-12 år
- Ljungsbackenskolan, 6-12 år
- Olinsgymnasiet, gymnasieskola

## Sevärdheter
På Kinnekulle i Götene Kommun bodde Lars Eriksson och Inga Eriksson som påstås vara Sveriges sista grottmänniskor. Lars var en jägare som stod upp mot överheterna för sin rätt att få jaga. Deras grotta, även kallad Lasses grotta, finns bevarad och är ett välbesökt turistmål. Rubens maskinhistoriska samlingar är känt för sin omfattande samling av historiska maskiner, typ ångmaskiner, veterantraktorer och motorer. 

## Idrottsföreningar
- Götene IF
- Götene Tor BTK
- Götene AIS
- Sils IF[16]
- Deportivo Götene FC (Futsal)